# Emulsió fotogràfica
Una  emulsió fotogràfica  és una fina capa sensible a la llum sobre un suport com vidre, cel·lulosa o polièster. L'emulsió fotogràfica és la base d'una pel·lícula o placa fotogràfica. Estrictament parlant no es tracta d'una emulsió sinó més aviat una suspensió, un rebliment de fins cristalls sensibles a la llum repartits en una gelatina, per tant un gel. No obstant això el terme emulsió, encara que erroni, va quedar generalitzat. Aquests cristalls sensibles a la llum són coneguts com a sals o halurs de plata.
Després de l'exposició a la llum els vidres prou il·luminats es transformen en plata metàl·lica, i els altres encara en forma de sals seran rentats (eliminats) durant el procés de fixació quedant així l'emulsió estabilitzada. Aquest és el principi del negatiu.
Tot i que els cristalls de plata són sensibles a la llum, no ho són a tota la gamma cromàtica sinó només a la d'ona més curta, és a dir als tons blaus. Per fer una emulsió sensible a tot l'espectre electromagnètic visible, es recobreixen les partícules amb uns tints moleculars que capten fotons i els envien als vidres.
A pel·lícula de color i diapositiva es fa servir un procés més complex de diferents capes d'emulsions sensibles a diferents longituds d'ona separades per filtres de colors. De manera que la primera capa rep la llum blava, sota es troba un filtre groc que permet el pas de les altres longituds d'ones i la següent emulsió que en no ser sensible al vermell només recollirà els tons verds, després un altre filtre vermell per a la tercera emulsió que és sensible a aquest color.

## Emulsió ortocromàtica
L'emulsió ortocromàtica és sensible a totes les longituds d'ona visibles excepte el vermell. És per això que al començament de la fotografia solia maquillar a bastament els fotografiats, causant de vegades una sensació estranya.
Solen usar-se avui dia les emulsions ortocromàtiques per al treball de fotografia en blanc i negre, per exemple en l'ampliació del negatiu (pas al paper) on l'emulsió del paper fotogràfic no necessita ser sensible al vermell, ja que només ha de rebre la imatge en blanc i negre del negatiu i d'aquesta manera es facilita el treball en el laboratori mitjançant una llum vermella que no vetlla el paper.

## Emulsió pancromàtica
L'emulsió pancromàtica és sensible a tot l'espectre electromagnètic visible. Això s'aconsegueix mitjançant la fabricació de l'emulsió amb uns additius especials que absorbeixen la llum.
Les pel·lícules pancromàtiques recullen el to correcte dels colors, és a dir la sensació de tons de grisos que corresponen a la impressió de lluminositat de l'ull humà. La pel·lícula en blanc i negre usat encara avui dia són gairebé sense excepció sensibilitzades de manera pancromàtica.
Per a la producció de fotografia en blanc i negre amb un to correcte a partir de negatius de color hi ha alguns papers fotogràfics d'emulsió pancromàtica, per exemple: Kodak Panalure. Però aquests no poden revelar-se en un típic laboratori amb llum vermella. Hi ha però unes làmpades de vapor de sodi que poden usar-se de manera controlada per la seva escassa franja cromàtica de 589nm.